# ريتشارد دور
ريتشارد دور (مواليد 1 ديسمبر 1938) هو لاعب كرة قدم. يلعب مع منتخب سويسرا لكرة القدم. سبق له أن لعب في كأس العالم لكرة القدم مع منتخب بلاده.

## روابط خارجية
- ريتشارد دور على موقع الاتحاد الأوربي (الإنجليزية)
- ريتشارد دور على موقع قاعدة بيانات كرة القدم.إي يو (الإنجليزية)
- ريتشارد دور على موقع ناشيونال فوتبول تيمز (الإنجليزية)
- ريتشارد دور على موقع عالم كرة القدم.نت (الإنجليزية)